# Kimon

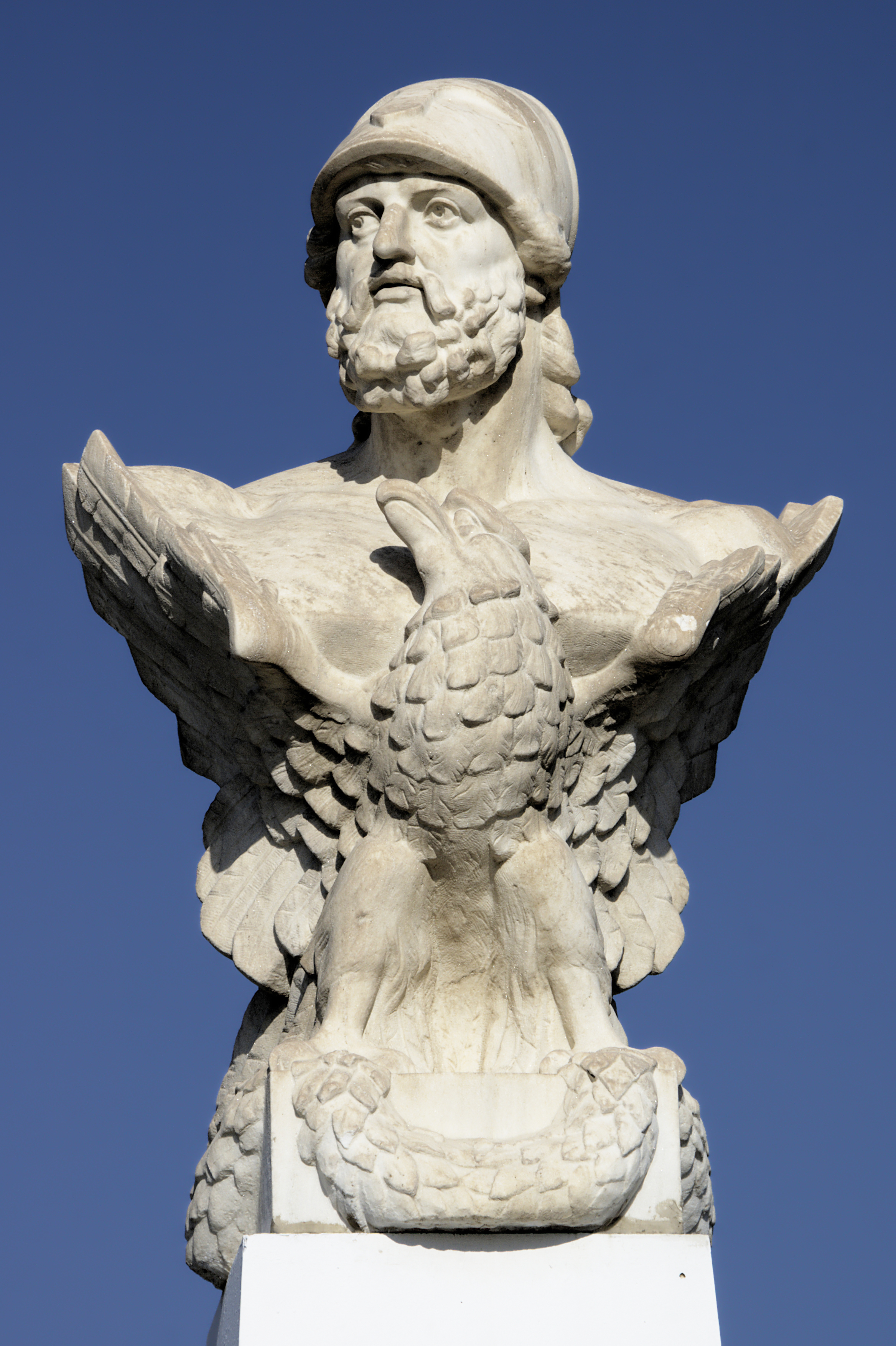
Büste Kimons in Larnaka, Zypern

Kimon (altgriechisch Κίμων Kímōn; * um 510 v. Chr. in Athen; † 449 v. Chr. vor Kition auf Zypern) war ein athenischer Politiker und Feldherr, Sohn des Miltiades, des Siegers der Schlacht bei Marathon, und der Hegesipyle, einer Tochter des thrakischen Fürsten Oloros. Sein Großvater, dreimaliger Olympiasieger mit dem Viergespann, hieß ebenfalls Kimon.
Kimon stammte aus dem alten Geschlecht der Philaiden. Als sein Vater 489 v. Chr. gestorben war, ohne dass er die für dessen Niederlage (bei einem Feldzug gegen die Insel Paros) fällige Buße bezahlt hätte, ging die atimia auf seinen Sohn Kimon über. Erst als der reiche Kallias aus Liebe zu Kimons Halbschwester, der schönen Elpinike, die Strafe bezahlte, trat Kimon wieder in alle bürgerlichen Rechte ein.
Bereits bei der Schlacht bei Salamis im Jahre 480 v. Chr. kämpfte Kimon ruhmreich mit. Er war der führende Politiker Athens in den Jahren nach den Perserkriegen und jahrelang Stratege (Inhaber des staatlichen Feldherrnamtes), so dass man die Zeit der 470er- und 460er-Jahre nach ihm auch „Kimonische Ära“ benannt hat. Als Stratege führte er große Flottenprojekte des delisch-attischen Seebundes gegen die Perser erfolgreich durch; so war er maßgeblich am Sieg der Athener in der Schlacht am Eurymedon an der Südküste Kleinasiens (um 466 v. Chr.) beteiligt. Kimon zog 462 v. Chr. – auf ein Hilfsersuchen der noch mit Athen verbündeten Spartaner gegen aufständische Heloten reagierend – mit einem Heer in Richtung Sparta, wurde allerdings aus Angst vor einer Demokratisierung Spartas von denselben wieder zurückgeschickt, was zu einer Auflösung des seit 481 bestehenden Abkommens zur Waffenhilfe und in weiterer Folge zu den offenen Auseinandersetzungen des Peloponnesischen Krieges führte. Zudem fühlten sich die Athener gedemütigt. Im Jahr 461 v. Chr. wurde der „Spartanerfreund“ durch ein Scherbengericht (Ostrakismos) aus Athen verbannt, nachdem er die Reformen des Ephialtes hatte rückgängig machen wollen. Als er um 451 v. Chr. zurückkehrte, brachte er einen vorläufigen Waffenstillstand mit Sparta zustande. Er starb auf Zypern, als er die Stadt Kition belagerte. Ihm folgte Perikles, der wie Kleisthenes aus dem Geschlecht der Alkmeoniden stammte.